# Diez: Live - Acoustic
Diez: Live - Acoustic är det andra livealbumet från den belgiska sångerskan Belle Perez. Albumet gavs ut 20 mars 2009 som CD+DVD. CD-skivan består av 17 låtar och DVD-skivan består av 16 videoklipp, samt en del bonusmaterial. Det första spåret/klippet är två låtar som sitter ihop och det andra spåret/klippet är tre låtar som sitter ihop. Den enda låten som inte finns med på DVD-skivan men som finns med på CD-skivan är "You". Låtarna "You" och "Tú" framförs akustiskt med endast piano. Låten "Tú" finns med på CD-skivan men står inte med på fodralet.
Albumet debuterade på plats 95 på den belgiska albumlistan den 28 mars 2009 men återvände inte veckan därpå. Albumet debuterade på plats 80 på den nederländska albumlistan den 28 mars 2009 men återvände inte veckan därpå.

## Låtlista
| 1. Hello World / Hola mundo – 5:04 2. This Crazy Feeling / Everything / Honeybee – 6:58 3. Hijo de la luna – 3:27 4. Bailaremos – 4:24 5. Enamorada – 3:04 6. Volveras – 3:55 7. Caramba carambita – 2:44 8. A mi manera – 4:47 9. Loca de amor – 4:58 10. Que viva la vida – 3:16 11. El mundo bailando – 3:19 12. Hoy (Le pido a dios) – 4:06 13. España mia – 4:10 14. Amame – 3:46 15. Dime que tú quieres – 3:21 16. You – 3:52 (pianoversion) 17. Tú – 3:49 (pianoversion) | 1. Hello World / Hola mundo 2. This Crazy Feeling / Everything / Honeybee 3. Hijo de la luna 4. Bailaremos 5. Enamorada 6. Volveras 7. Caramba carambita 8. A mi manera 9. Loca de amor 10. Que viva la vida 11. El mundo bailando 12. Hoy (Le pido a dios) 13. España mia 14. Amame 15. Dime que tú quieres 16. Tú (pianoversion) | 1. Belle Perez Unplugged Op iWatch 2. Fotoboek Deel 1 3. Fotoboek Deel 2 4. Making of Diez 5. Gipsy Kings Medley 6. Djolei djolei - Videoclip 7. Dime que tú quieres - Videoclip 8. Tú - Videoclip |

## Listplaceringar
| Lista (2009)  | Topplacering |
| ------------- | ------------ |
| Belgien       | 95           |
| Nederländerna | 80           |

## Medverkande
- Alain Joseph — Bas
- Angelo Crisci — Trummor
- Christophe Pons — Gitarr
- Didier Chapelle — Keyboard
- Frank Deruytter — Saxofon
- Nani Guerrero — Gitarr, Sång
- Walfrido Hernandez — Slagverk, Sång
- Wilfredo Hernandez — Slagverk, Sång
- Yoni Vidal — Gitarr, Sång
- Yves Fernandez — Trumpet, Sång